# لیک هاربر (فلوریدا)
لیک هاربر (به انگلیسی: Lake Harbor) یک منطقهٔ مسکونی در ایالات متحده آمریکا است که در شهرستان پام بیچ، فلوریدا واقع شده‌است. لیک هاربر ۳٫۴ کیلومتر مربع مساحت و ۱۹۵ نفر جمعیت دارد و ۴ متر بالاتر از سطح دریا واقع شده‌است.